# 苏坂镇
苏坂乡，是中华人民共和国福建省龙岩市新罗区下辖的一个乡镇级行政单位。

## 行政区划
苏坂乡下辖以下地区：
石城村、红邦村、芦林村、黄地村、美山村、苏坂村、易家邦村、东联村、合溪村、下村、瓦洋村、西楼村、岭兜村、大坑村、黎山村和和目村。